# 列別金卡 (戈洛瓦尼夫西克區)
48°27′32″N 30°35′24″E / 48.45889°N 30.59000°E
列別金卡（烏克蘭語：Лебединка）是烏克蘭中部的村莊，隸屬基洛夫格勒州的霍洛瓦尼夫斯克區。該村始建於1692年，面積1.09平方公里，海拔高度106米，2001年人口290，人口密度每平方公里267人。